# Goodyera pusilla
Goodyera pusilla là một loài thực vật có hoa trong họ Lan. Loài này được Blume mô tả khoa học đầu tiên năm 1858.